# Lophophanes cristatus
La cincia dal ciuffo (Lophophanes cristatus (Linnaeus, 1758)) è un uccello passeriforme appartenente alla famiglia  dei Paridi.

## Descrizione
È lunga circa 12 centimetri, ha un'apertura alare di 17–20 cm e pesa 10-13 gr.

Il piumaggio è castano sul dorso, sulle ali e la coda mentre si presenta bianco-grigio sull'addome. Il becco è sottile, corto e appuntito; la gola è contornata da un collarino bianco, delimitato da una linea nera (molto più marcata sotto il becco), che attraversa anche gli occhi, quasi a formare un'ellisse.

Il capo è grigio con piccoli puntini bianchi; il caratteristico  ciuffo (o cresta) di piume, dal quale deriva appunto il nome, è grigio scuro e ben sollevato.

Maschi e femmine sono di colorazione simile, ma i giovani sono molto più castani e la cresta è meno alzata.

## Biologia
Come le altre cince è piuttosto confidente e si lascia osservare a breve distanza. In inverno può formare gruppi misti con altri piccoli uccelli insettivori delle coniferete (regoli, cince e rampichini).

### Voce
Il canto consiste in un leggero trillo, ripetuto e uno squillante tee, tee, tee.

### Alimentazione
Si nutre prevalentemente di insetti e ragni che scova nei licheni degli alberi completando la dieta con pinoli che vengono estratti dalle pigne, larve e lombrichi a seconda delle stagioni; in autunno e in
inverno la dieta è integrata da semi e piccoli frutti.

Come tutte le cince si dimostra un'ottima acrobata tra i rami per la ricerca del cibo.

La Cincia dal ciuffo conserva il cibo per l'inverno, nascondendolo nei buchi degli alberi o tra i licheni.

### Riproduzione

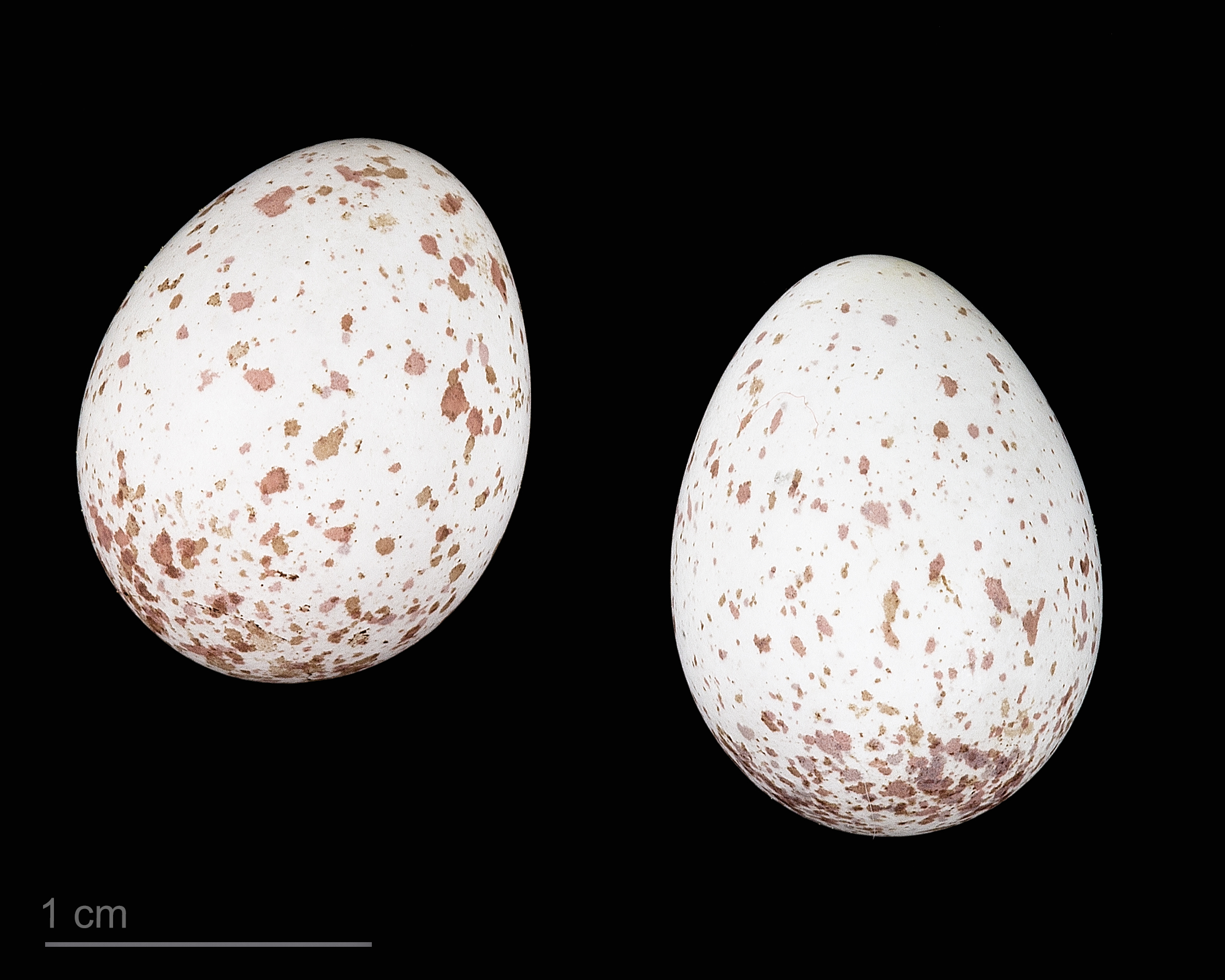
Uovo di Lophophanes cristatus - Museo di Tolosa

La stagione degli amori inizia a marzo inoltrato. Il nido viene costruito nelle cavità degli alberi secchi utilizzando muschio, licheni, peli e ragnatele.

A fine aprile / inizi di maggio, la femmina depone 4-8 piccole uova bianche con piccoli puntini rosso-marroni, che coverà poi per circa 15 giorni. I pulcini sono allevati da entrambi i genitori per 17-22 giorni e lasciano il nido dopo altri 23.

La cincia dal ciuffo può vivere fino a 7 anni, anche se a causa di alcuni fattori, quali per esempio la predazione o la fame, raggiunge una media di appena due anni.

## Distribuzione e habitat

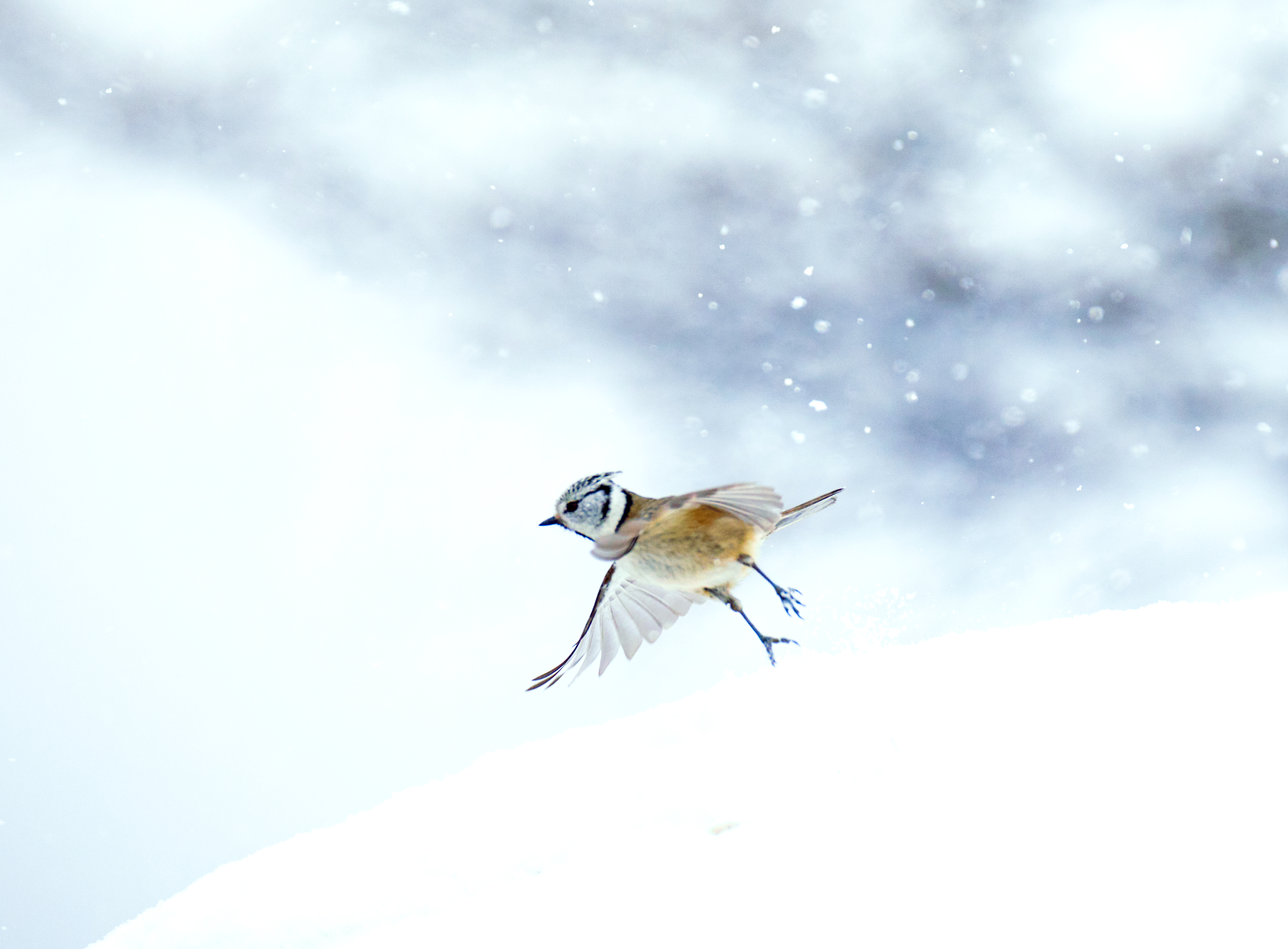
Una cincia dal ciuffo nel Parco Nazionale dello Stelvio.

La cincia dal ciuffo è una specie stanziale, diffusa nei boschi di conifere su quasi tutto il continente Europeo e sugli Urali.

Una nota particolare va fatta per le foreste di pini del nord della Scozia, dove la popolazione è stata classificata come una sottospecie (L. cristatus scoticus).

## Specie simili
La cincia bigia alpestre (Poecile montanus) frequenta anch'essa esclusivamente i boschi di conifere, preferendo le laricete.

È riconoscibile per avere un'ampia zona bianca sui lati del capo, contornata da una calotta e da una macchia golare nero opache; il richiamo è un inconfondibile nasale "ssi-gnee- gnee".

La cincia mora (Periparus ater) predilige le foreste di abete rosso e di altre conifere sempreverdi, ma può essere regolarmente osservata anche in boschi misti con latifoglie e nei parchi cittadini; inconfondibile il colorito del capo, nero lucido con guance e nuca bianche.

## Galleria d'immagini

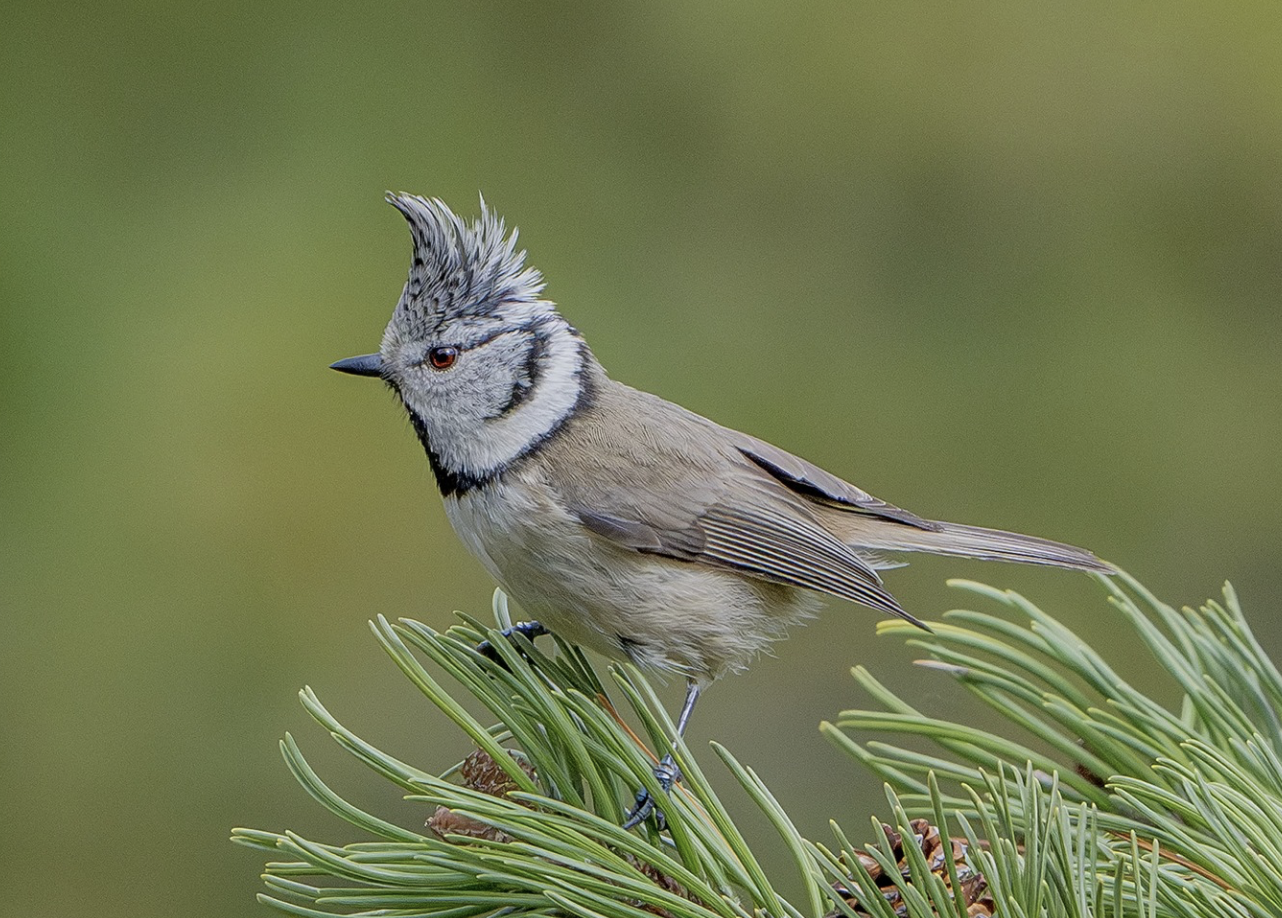
Cincia dal ciuffo (Lophophanes cristatus)
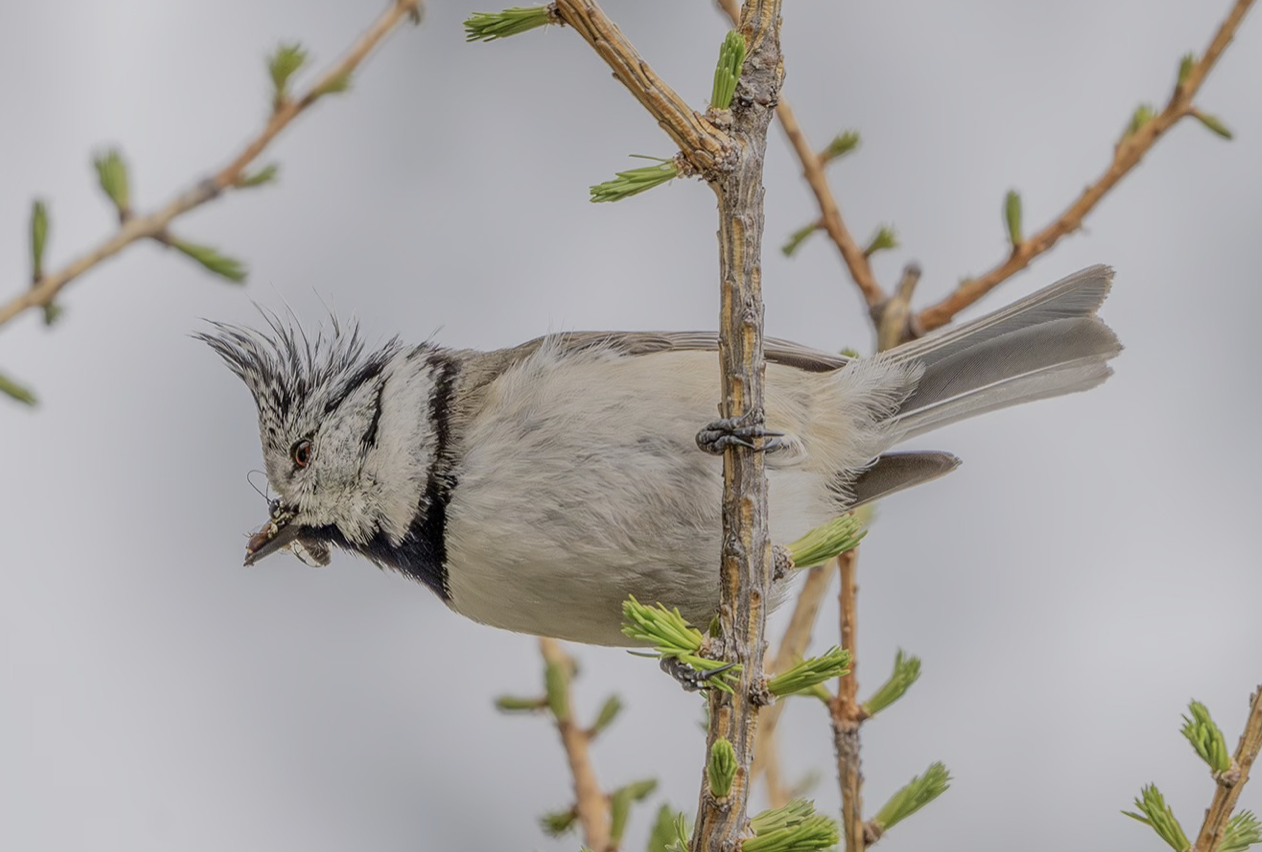
Cincia dal ciuffo (Lophophanes cristatus)
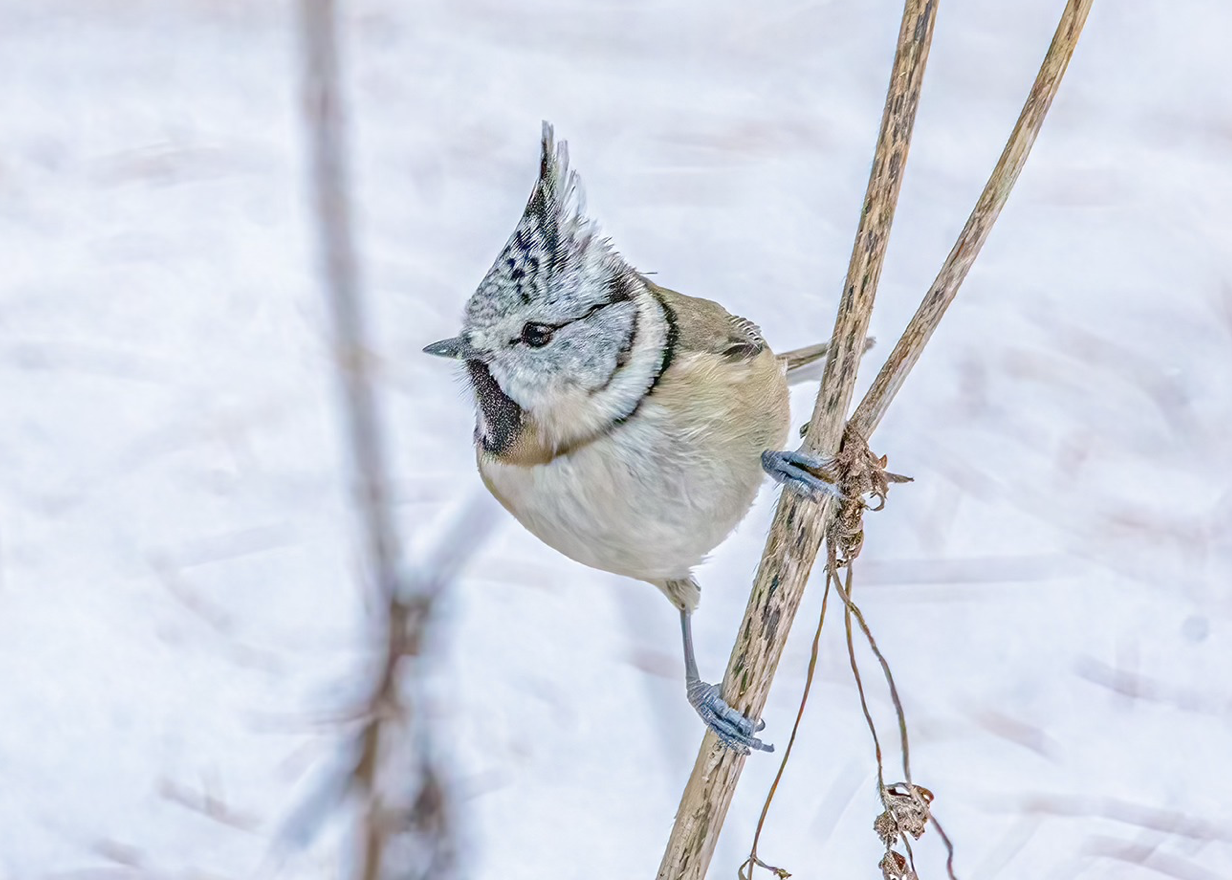
Cincia dal ciuffo (Lophophanes cristatus)